# Kaga (porta-aviões)
O Kaga (加賀) foi um porta-aviões operado pela Marinha Imperial Japonesa. Sua construção começou em julho de 1920 nos estaleiros da Kawasaki em Kobe, originalmente como o segundo couraçado da Classe Tosa, sendo lançado ao mar em novembro de 1921. Sua construção foi cancelada em fevereiro de 1922 depois da assinatura do Tratado Naval de Washington, porém foi convertido em um porta-aviões como substituto do cruzador de batalha Amagi, que tinha sido danificado pelo Grande Sismo de Kantō de 1923. Foi comissionado na frota japonesa em novembro de 1929 e era capaz de transportar noventa aeronaves, contava com uma bateria antiaérea formada por canhões 203, 127 e 25 milímetros, tinha um deslocamento de mais de trinta mil toneladas e conseguia alcançar uma velocidade de 28 nós.
O Kaga foi inicialmente construído com um incomum arranjo de três conveses de voo e foi o terceiro porta-aviões japonês a entrar em serviço. Ele passou seus primeiros anos de atividade ocupando-se principalmente de exercícios, ajudando a desenvolver as táticas e doutrinas japonesas para combate aeronaval com porta-aviões. Seus três conveses de voo e velocidade baixa foram considerados ineficientes e a embarcação passou por uma reconstrução entre 1933 e 1935, em que os dois conveses inferiores foram removidos, o convés principal estendido, uma superestrutura adicionada e sua velocidade máxima aumentada, entre outras modificações. O Kaga apoiou operações na Segunda Guerra Sino-Japonesa no final da década de 1930, proporcionando suporte aéreo para forças do Exército Imperial Japonês.
O navio teve uma carreira ativa nos primeiros anos da Segunda Guerra Mundial. Ele participou do Ataque a Pearl Harbor em dezembro de 1941, do ataque contra Rabaul em janeiro de 1942, do Bombardeio de Darwin em fevereiro e da conquista das Índias Orientais Holandesas em março, porém colidiu com um recife e ficou em reparos até maio. O Kaga juntou-se com o resto da frota para a Batalha de Midway em junho, quando foi seriamente danificado por ataques aéreos de bombardeiros de mergulho do porta-aviões norte-americano USS Enterprise e deliberadamente afundado para que não fosse capturado. Sua perda e de outros três porta-aviões de grande porte em Midway foi uma enorme derrota estratégica para o Japão. Seus destroços foram localizados em outubro de 2019 a 5,4 quilômetros de profundidade.

## Características
O Kaga, como originalmente construído, tinha 238,5 metros de comprimento de fora a fora, uma boca de 31,67 metros e um calado de 7,92 metros. Seu deslocamento padrão era de 27,3 mil toneladas, enquanto o deslocamento carregado ficava em 34 234 toneladas, quase 6,1 mil toneladas a menos do que seu deslocamento projetado como couraçado. Sua tripulação era formada por 1 340 oficiais e marinheiros. Seu cinturão de blindagem tinha 152 milímetros de espessura, reduzido em relação aos 280 milímetros do projeto como couraçado. A parte superior da protuberância antitorpedo tinha 127 milímetros. Seu convés também teve a blindagem reduzida de 102 para 38 milímetros.

### Conveses e hangares

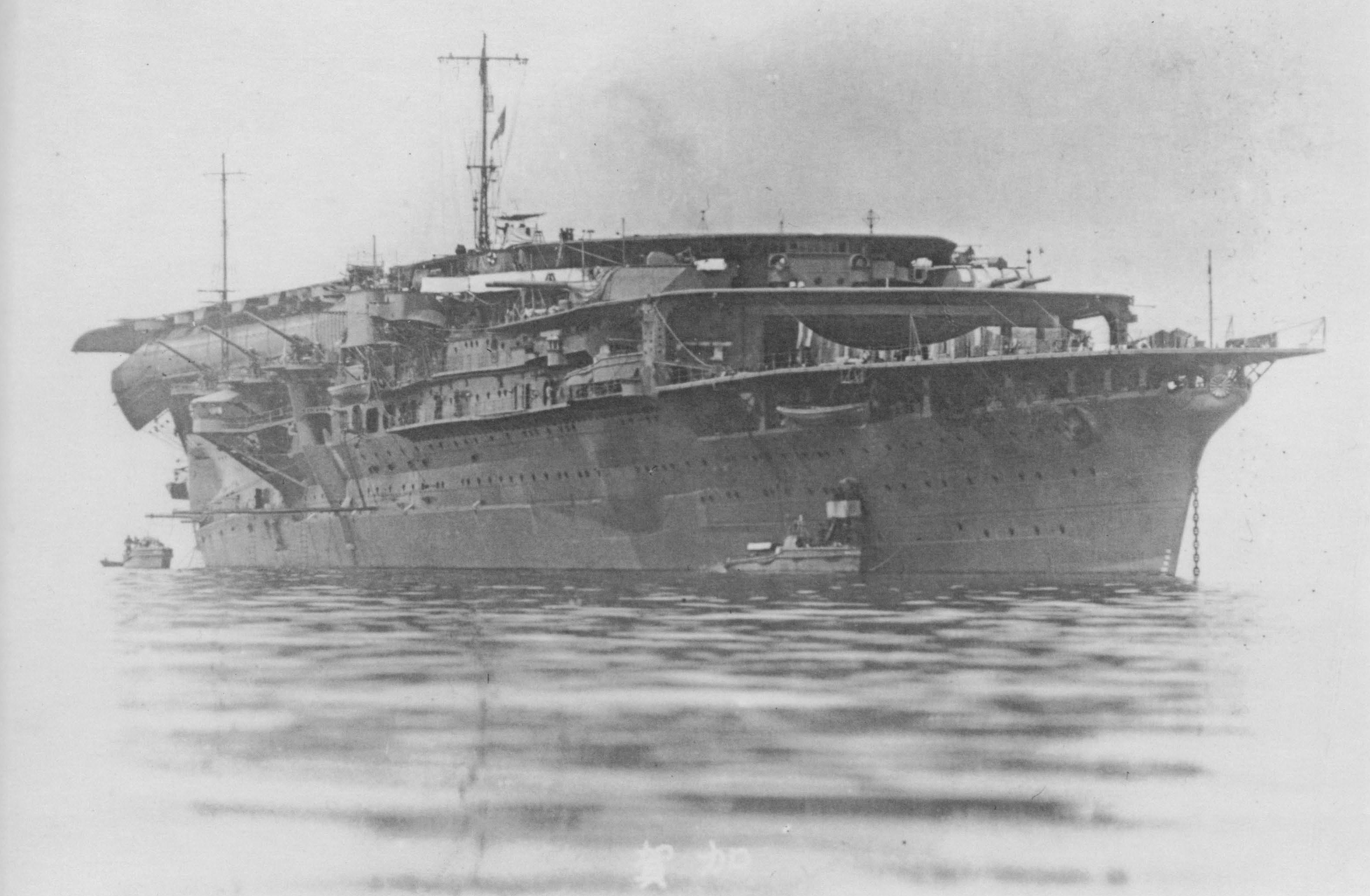
O Kaga em 1930, com seus três conveses de voo visíveis

O Kaga foi originalmente construído com três conveses de voo sobrepostos, tendo sido junto com o Akagi os únicos porta-aviões do mundo com essa configuração. Os porta-aviões britânicos HMS Courageous, HMS Glorious e HMS Furious, convertidos de cruzadores de batalha, possuíam dois conveses de voo sobrepostos, porém não há evidências que os japoneses copiaram o projeto britânico. É mais provável que foi um caso de evolução convergente para melhorar o ciclo de lançamento e recuperação de aeronaves. Seu convés principal tinha 171,2 metros de comprimento e 30,5 metros de largura, o convés do meio começava em frente à ponte de comando e tinha quinze metros, enquanto o terceiro convés tinha 55 metros. A utilidade do convés do meio era questionável, pois, por ser tão curto, apenas aeronaves muito pequenas conseguiam utilizá-lo, mesmo durante uma época que os aviões eram menores e mais leves do que seriam na Segunda Guerra Mundial. A taxa de crescimento de performance, peso e tamanho de aeronaves no decorrer da década de 1930 fez com que até o convés inferior deixasse de ser capaz de acomodar decolagens. O porta-aviões originalmente não tinha uma superestrutura.
O navio contava com dois hangares principais e um terceiro auxiliar para uma capacidade de sessenta aeronaves. Os hangares abriam-se para o segundo e terceiro conveses de voo com o objetivo de permitir decolagens diretamente dos hangares enquanto operações de pouso estivessem ocorrendo no convés principal. Não havia catapultas. Seu elevador de aeronaves dianteiro estava descentralizado para estibordo e tinha 10,67 por 15,85 metros, enquanto seu elevador traseiro estava centralizado e tinha 12,8 por 9,15 metros. Seu equipamento de detenção era um sistema francês transversal que tinha sido usado no porta-aviões Béarn, tendo sido nomeado pelos japoneses como Modelo Fju. O grupo aéreo era inicialmente composto por 28 torpedeiros Mitsubishi B1M, dezesseis caças Nakajima A1N e dezesseis aeronaves de reconhecimento Mitsubishi 2MR.

### Armamentos
O Kaga era armado com dez canhões Tipo 3º Ano, calibre 50, de 203 milímetros, seis montados em casamatas nas laterais e outras quatro em duas torres de artilharia duplas em cada lado do convés de voo do meio. Eles disparavam projéteis de 110 quilogramas, com uma cadência de tiro de três a seis disparos por minuto, a uma velocidade de saída de 870 metros por segundo. A uma elevação de 25 graus, seu alcance máximo era entre 22,6 e 24 quilômetros. As torres nominalmente tinham uma elevação máxima de setenta graus para proporcionar uma defesa antiaérea, porém na prática sua elevação máxima era de 55 graus. A baixa cadência de tiro e necessidade de abaixar as armas até cinco graus para recarrega as inutilizava de qualquer real capacidade antiaérea. Esse armamento pesado foi instalado para o caso do porta-aviões ser surpreendido por cruzadores inimigos e forçado a entrar em batalha. O grande convés de voo, hangares e outros elementos faziam do Kaga um alvo muito mais atraente em qualquer confronto de superfície. As doutrinas de porta-aviões se encontravam em evolução e ainda não se tinha percebido a impraticabilidade de navios desse tipo entrarem em duelos de artilharia.
A bateria antiaérea dedicada era formada por doze canhões Tipo 10º Ano, calibre 45, de 120 milímetros, instalados em seis montagens duplas, três em cada lateral abaixo do nível das chaminés, de onde não conseguiam atirar através do convés principal de voo. Eles disparavam projéteis de 20,3 quilogramas a uma velocidade de saída de 825 a 830 metros por segundo. Com elevação de 45 graus, o alcance máximo era de dezesseis quilômetros, enquanto a 75 graus, a altura máxima de disparo era aproximadamente dez quilômetros. Sua cadência de tiro efetiva alcançava de seis a oito disparos por minuto. O Kaga foi equipado com dois diretórios de controle de disparo Tipo 89 que serviam para direcionarem os canhões de 203 milímetros, além de outros dois diretórios antiaéreos manuais Tipo 91 que controlavam as armas de 120 milímetros.

### Propulsão

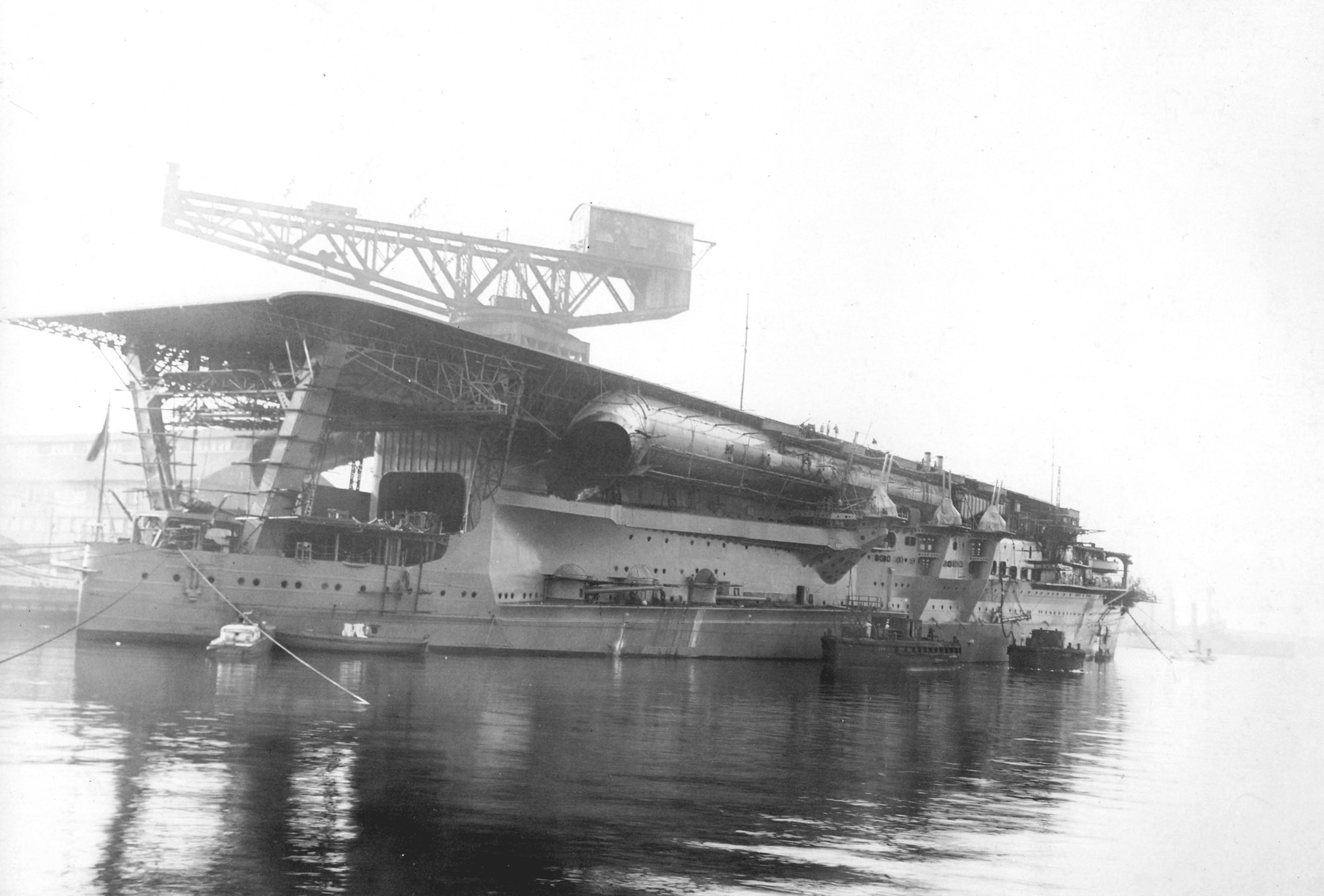
O Kaga durante sua equipagem em 20 de novembro de 1928, com sua longa chaminé que se estendia embaixo do convés de voo estando visível

O problema de como lidar com os gases expelidos pelos motores enquanto operações de voo estavam em andamento ainda não tinham sido resolvido na época que a conversão do Kaga estava sendo projetada. As chaminés móveis instaladas no Hōshō, o primeiro porta-aviões japonês, não foram bem-sucedidas e testes em túneis de vento não produziram uma solução. Consequentemente, o Kaga e o Akagi foram equipados com diferentes opções de sistemas de exaustão para que eles fossem avaliados em condições reais de serviço. Os gases do Kaga eram coletados por dois dutos horizontais longos que os expeliam na popa, de cada lado do convés de voo superior, mesmo com as previsões de vários arquitetos navais proeminentes que isso não afastaria os gases quentes do convés. As previsões foram corretas, em parte porque o Kaga era mais lento que o Akagi, o que permitia que os gases subissem e interferissem com pousos. Outro problema era que o calor dos gases deixou as acomodações da tripulação nas áreas próximas quase inabitáveis.
O Kaga foi finalizado com quatro conjuntos de turbinas a vapor Kawasaki Brown-Curtis, cada uma girando uma hélice e produzindo um total de 91 mil cavalos-vapor (66,9 mil quilowatts) de potência. O vapor para essa turbinas provinha de doze caldeiras Kampon Tipo B, que trabalhavam à uma pressão de vinte quilogramas por centímetro quadrado (284 psi). Oito dessas caldeiras queimavam óleo combustível, enquanto as quatro restantes queimavam uma mistura de carvão e óleo. Era esperado que como couraçado o navio alcançasse uma velocidade máxima de 26,5 nós (49,1 quilômetros por hora), porém a redução do deslocamento permitiu que sua velocidade máxima chegasse a 27,5 nós (50,9 quilômetros por hora), que foi alcançada durante seus testes marítimos em 15 de setembro de 1928. A embarcação podia transportar até 8,1 mil toneladas de óleo combustível e 1,7 mil toneladas de carvão,, o que permitia uma autonomia de oito mil milhas náuticas (quinze mil quilômetros) a uma velocidade de catorze nós (26 quilômetros por hora).

## História

### Construção

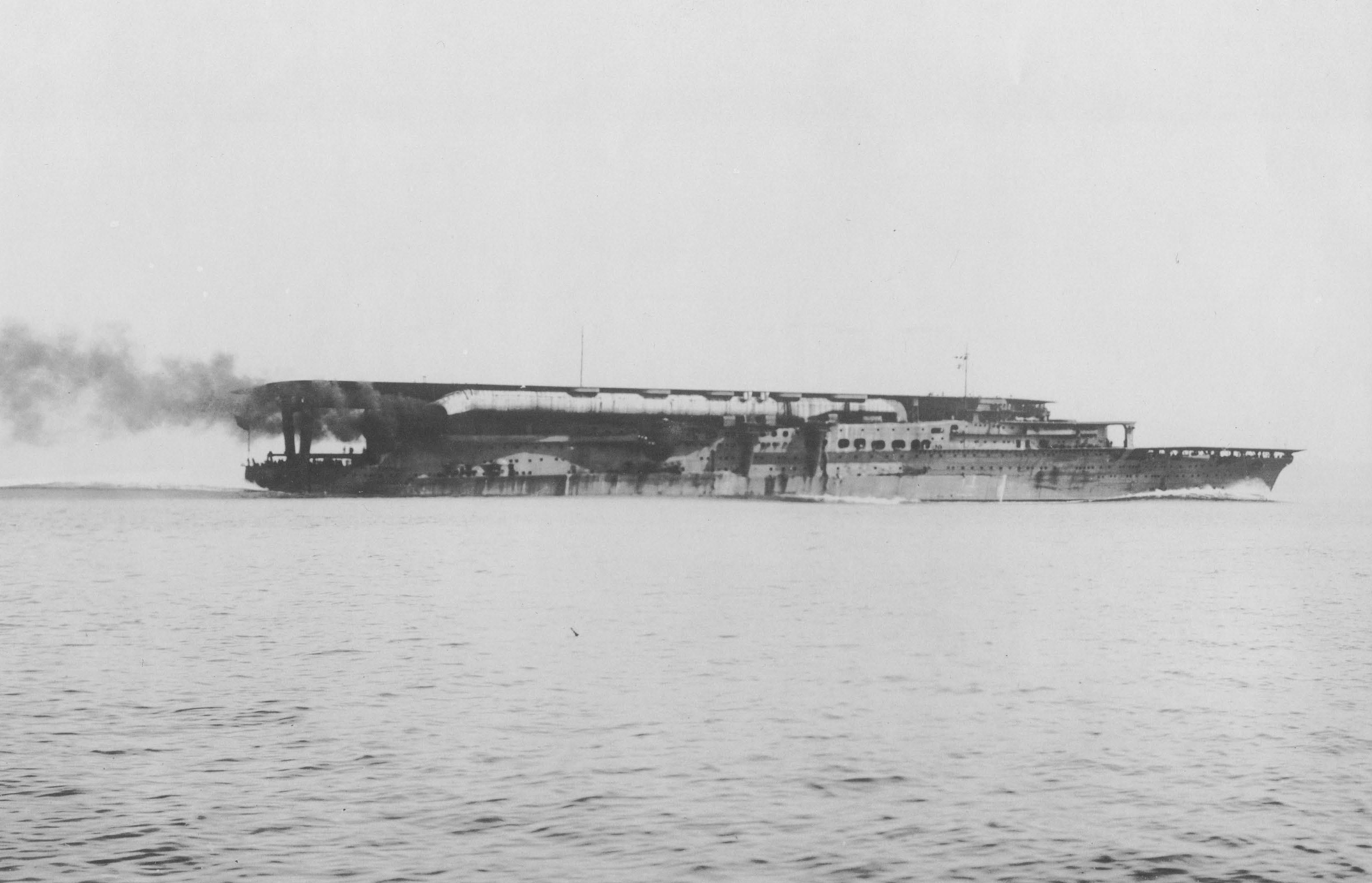
O Kaga durante seus testes marítimos em 15 de setembro de 1928

O batimento de quilha do Kaga ocorreu em 19 de julho de 1920 nos estaleiros da Kawasaki em Kobe, originalmente como o segundo couraçado da Classe Tosa. Foi lançado ao mar em 17 de novembro de 1921, porém ele e seu irmão Tosa foram cancelados em 5 de fevereiro de 1922 e programados para serem desmontados de acordo com os termos do Tratado Naval de Washington.
O tratado autorizava a conversão de dois cascos couraçados ou cruzadores de batalha para porta-aviões com deslocamento padrão de até 34 mil toneladas. Os incompletos cruzadores de batalha Amagi e Akagi, da Classe Amagi, foram inicialmente selecionados para conversão. Entretanto, o Grande Sismo de Kantō de 1923 danificou o casco do Amagi além do que seria economicamente viável de ser consertado, assim o Kaga foi escolhido como seu substituto. A decisão formal de converter o Kaga foi emitida em 13 de dezembro, porém os trabalhos só foram começar em 1925, pois seu projeto estava sendo desenhado e os danos no Arsenal Naval de Yokosuka consertados. Ele foi comissionado na frota japonesa em 31 de março de 1928, partindo para o período de testes marítimos. O Kaga se juntou à Frota Combinada em 30 de novembro de 1929 como o terceiro porta-aviões japonês, depois do Hōshō e do Akagi.

### Primeiros anos

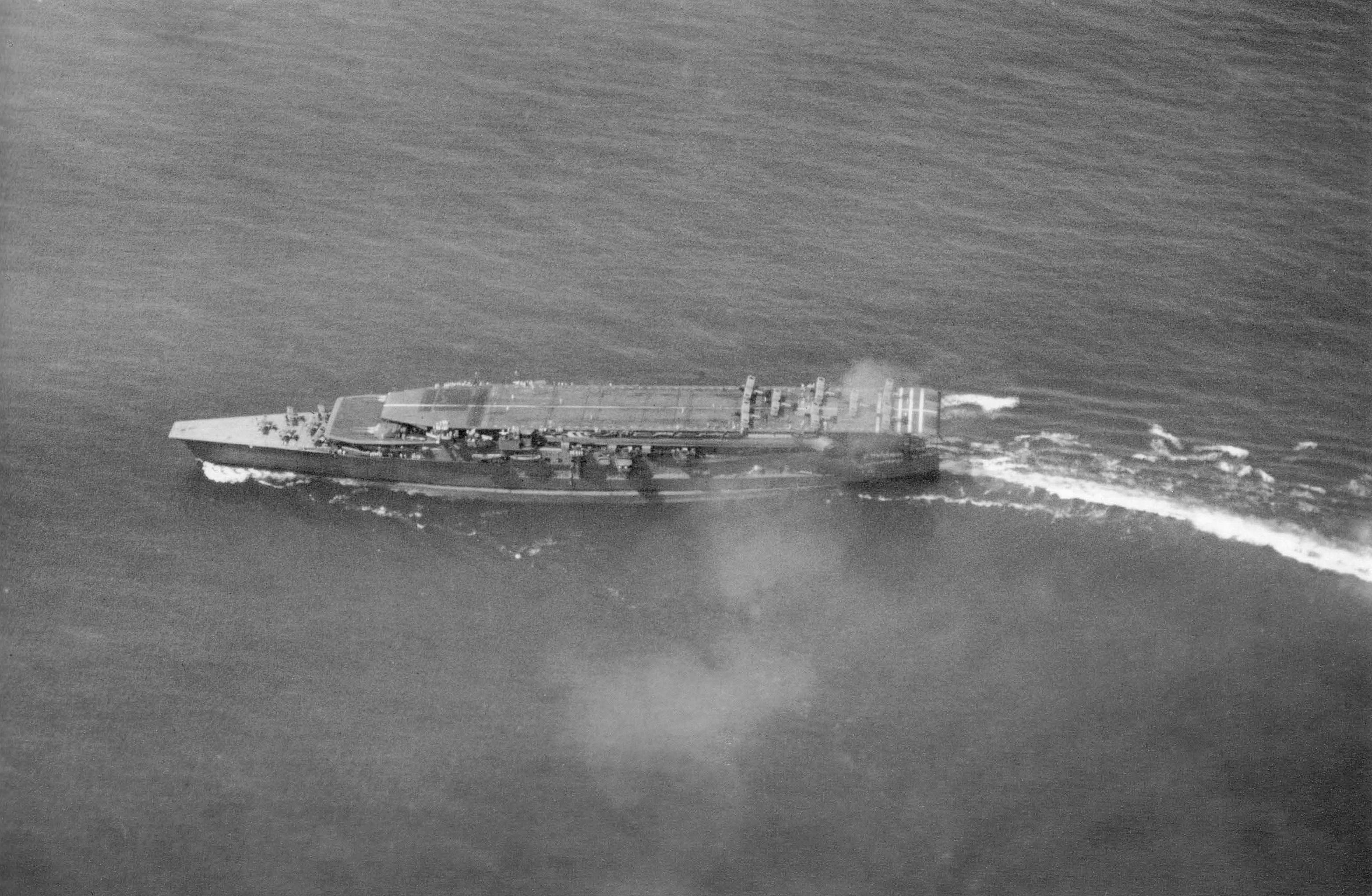
O Kaga realizando operações de voo em 1930. No convés superior estão bombardeiros Mitsubishi B1M prestes a decolar, enquanto caças Nakajima A1N estão estacionados no convés inferior

O Kaga foi designado em 1º de dezembro de 1931 como a capitânia da Primeira Divisão de Porta-Aviões, ficando sob o comando do contra-almirante Takayoshi Katō. A formação, mais o Hōshō, foi enviada para a China em 29 de janeiro de 1932 para apoiar tropas do Exército Imperial Japonês durante o Incidente de Xangai, fazendo parte da 3ª Frota da Marinha Imperial Japonesa. Os torpedeiros B1M3 transportados pelo Kaga e pelo Hōshō foram as principais aeronaves usadas durante os breves confrontos.
As aeronaves do Kaga operaram tanto a partir do navio quanto de uma base temporária em Xangai e realizaram missões em apoio às forças terrestres no decorrer de fevereiro de 1932. Três caças A1N2 do porta-aviões escoltaram três torpedeiros B1M3 durante uma dessas missões, durante a qual conquistaram a primeira vitória em combate aéreo da história da Marinha Imperial Japonesa, quando abateram um caça Boeing P-12 pilotado por um norte-americano voluntário. O Kaga retornou para o Japão depois da declaração de um cessar-fogo em 3 de março, retomando suas atividades de treinamento junto com o resto da Frota Combinada.
As doutrinas da Marinha Imperial para porta-aviões estavam nos estágios iniciais de desenvolvimento na época. O Kaga e os outros porta-aviões tinham inicialmente papéis como força tática de apoio aos couraçados na doutrina da "batalha decisiva". Nisto, a função das aeronaves do Kaga era atacar couraçados inimigos com bombas e torpedos. Ataques contra porta-aviões inimigos foram depois considerados como de igual importância, com o objetivo sendo estabelecer supremacia aérea logo nos estágios iniciais de uma batalha. O componente essencial era de que as aeronaves dos porta-aviões deveriam ser capazes de atacar primeiro com um ataque aéreo massivo e preventivo. Os porta-aviões começaram a operar juntos nos treinamentos, na frente ou com a linha de batalha principal. A nova estratégia enfatizava maior velocidade para os porta-aviões e suas aeronaves, além de aeronaves maiores e com alcance maior. Conveses de voo longos assim eram necessários para lidar com as aeronaves mais novas e pesadas que estavam entrando em serviço.
O Kaga logo foi considerado inferior ao Akagi devido a sua velocidade menor, convés de voo 19,5 metros mais curto e arranjo de chaminés problemático, assim recebeu prioridade para modernização. Foi colocado na reserva em 20 de outubro de 1933 para poder passar por reconstrução, que começou oficialmente em 25 de junho de 1934.

### Reconstrução
Os dois conveses de voo inferiores do Kaga foram eliminados e convertidos em hangares, enquanto o convés principal foi estendido até a proa. Este passou a ter 248,55 metros de comprimento e o navio passou a poder transportar noventa aeronaves, 72 operacionais mais dezoito sobressalentes. Um terceiro elevador foi adicionado na proa que tinha 11,5 por doze metros e servia aos novos hangares ampliados. Elevadores de bombas e torpedos foram modificados para levar as munições diretamente ao convés de voo. Seu equipamento de detenção foi substituído por um sistema japonês chamado Tipo 1. Uma pequena superestrutura foi adicionada a estibordo.

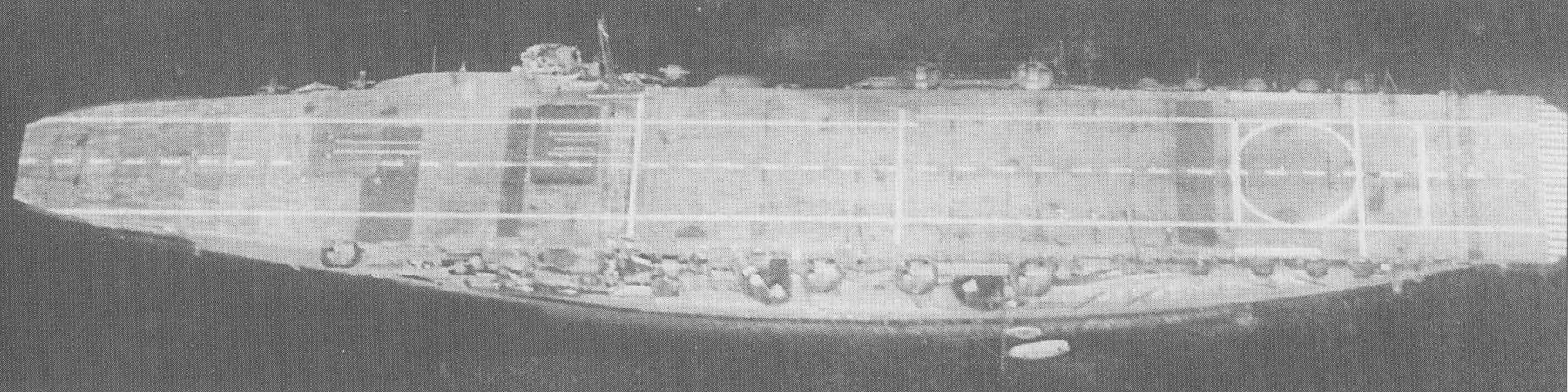
O Kaga depois de sua modernização, com seu novo convés de voo completo e superestrutura

Seu sistema de propulsão e suas hélices foram substituídas. O navio foi equipado com oito caldeiras a óleo combustível Kampon Tipo B que trabalhavam a uma pressão de 22 quilogramas por centímetro quadrado (313 psi) e temperatura de trezentos graus Celsius. Novas turbinas multi-estágio Kampon foram instaladas e alcançaram uma potência de 127,4 mil cavalos-vapor (93,7 mil quilowatts). O casco foi alongado em 10,3 metros na popa com o objetivo de reduzir o arrasto. Uma nova protuberância antitorpedo foi adicionada acima da blindagem lateral após a parte superior da protuberância já existente para aumentar a boca e abaixar o centro de gravidade, consequência de problemas de estabilidade encontrados em outras embarcações da Marinha Imperial. Seu deslocamento padrão cresceu até 38 813 toneladas. A potência a mais e o deslocamento maior se anularam e a velocidade do Kaga aumentou em menos de um nó, ficando em 28,34 nós (52,49 quilômetro por hora) durante os testes marítimos. O porta-aviões passou a carregar 7 620 toneladas de óleo combustível, o que aumentou sua autonomia para dez mil milhas náuticas (dezenove mil quilômetros) a dezesseis nós (trinta quilômetros por hora). As chaminés foram substituídas por uma única chaminé virada para baixo a estibordo, semelhante a aquela do Akagi, com um sistema de refrigeração a água para os gases e uma cobertura que podia ser levantada caso o navio adernasse o bastante para que a abertura chaminé tocasse no mar. O espaço liberado pela remoção das chaminés originais foi dividido em dois conveses e convertidos em alojamentos para o grupo aéreo. A tripulação passou a ser de 1 708 oficiais e tripulantes.
As duas torres de 203 milímetros foram removidas e quatro novos canhões Tipo 3º Ano de 203 milímetros foram adicionados. Suas armas de 120 milímetros foram removidas e substituídas por dezesseis canhões Tipo 89 de 127 milímetros em montagens duplas. Estes disparavam projéteis de 23,45 quilogramas a uma cadência de tiro de oito a catorze disparos por minuto e com velocidade de saída entre setecentos e 720 metros por segundo; a uma elevação de 45 graus, seu alcance máximo era de 14,8 quilômetros, enquanto a altura máxima de disparo era de 9,4 quilômetros. As plataformas das armas foram elevadas em um convés para melhorar seus arcos de disparo. Vinte e dois canhões Tipo 96 de 25 milímetros também foram adicionados. Estes disparavam projéteis de 0,25 quilograma a uma velocidade de saída de novecentos metros por segundo; a uma elevação de cinquenta graus, seu alcance era de 7,5 quilômetros, já a altura efetiva ficava em 5,5 quilômetros. Sua cadência de tiro efetiva era de apenas 110 a 120 disparos por minuto devido a constante necessidade de trocar os cartuchos de munição, que tinham quinze projéteis cada. O navio também carregava seis metralhadoras Tipo 11 de 6,5 milímetros. Seis diretórios de controle de disparo Tipo 95 foram instalados para direcionar as armas de 25 milímetros, porém o obsoleto diretório antiaéreo Tipo 91 foi mantido.
Várias fraquezas de projeto não foram corrigidas. Seu tanques de combustível de aviação eram incorporados diretamente na estrutura do porta-aviões, deixando-os suscetíveis a choques, como aqueles de acertos de bombas e projéteis, que seriam transferidos diretamente aos tanques e criariam rachaduras e vazamentos. Além disso, a estrutura totalmente fechada dos novos hangares dificultava o trabalho de combate a incêndios, parcialmente porque os vapores de combustível podiam se acumular no local. O perigo ficava ainda maior por causa da doutrina japonesa de que as aeronaves deveriam ser armadas e abastecidas sempre que possível no hangar. Além disso, os hangares e convés de voo tinham pouquíssima blindagem e não havia redundância nos sistemas de extinção de fogo. Estas fraquezas seriam fatores cruciais na perda do navio.

### Guerra Sino-Japonesa

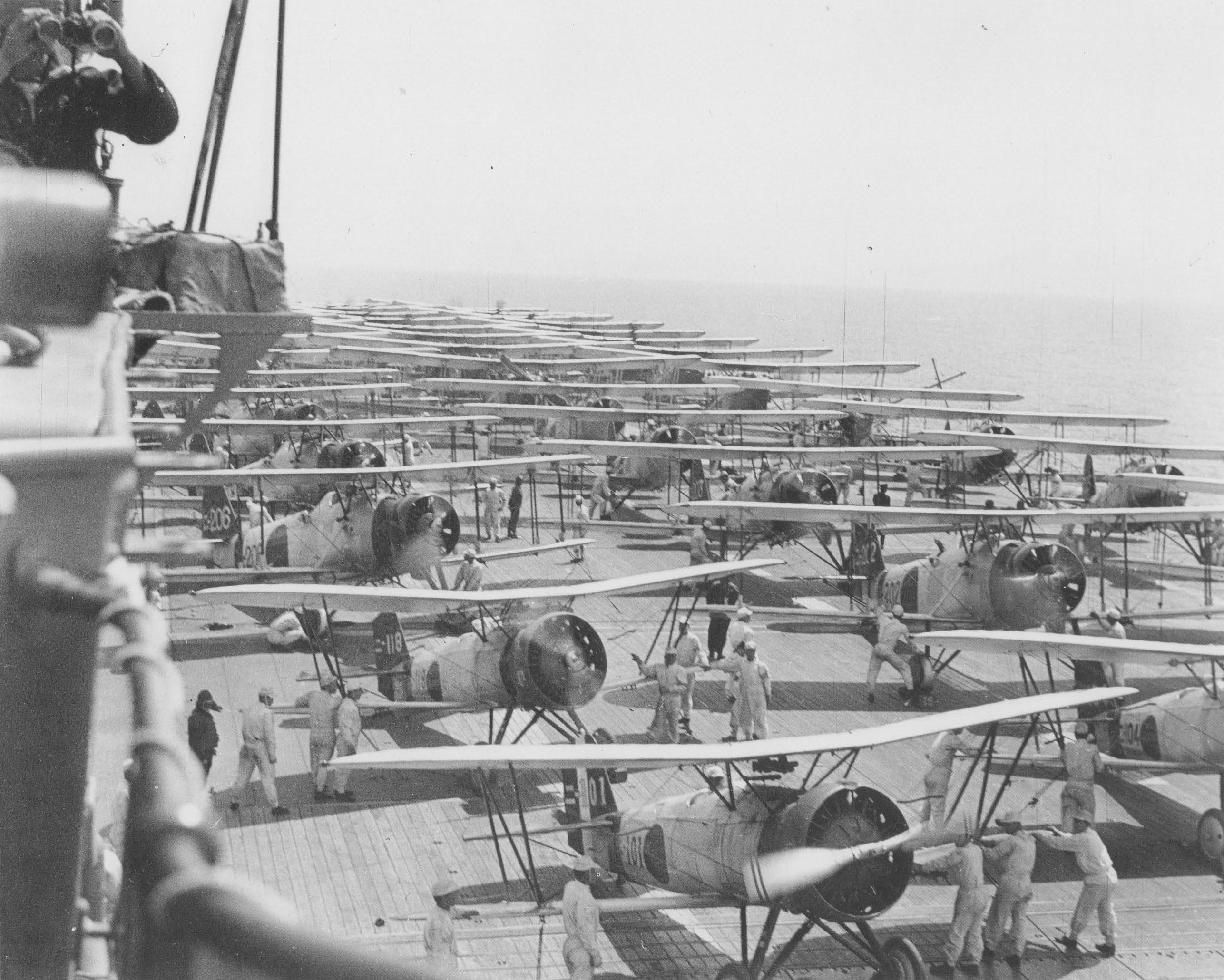
O convés de voo do Kaga repleto de aeronaves em 11 de maio de 1937

O Kaga retornou ao serviço em junho de 1935 e foi designado para a Segunda Divisão de Porta-Aviões. Seu contingente de aeronaves passou a ser dezesseis caças Nakajima A2N, dezesseis bombardeiros de mergulho Aichi D1A e 28 torpedeiros Mitsubishi B2M.
Novas hostilidades com a China estouraram em julho de 1937 acerca do Incidente da Ponte Marco Polo. O esquadrão de caças do Kaga terminou seus treinamentos em Ōmura e em seguida ajudou a escoltar navios que estavam transportando reforços de soldados para a China. O navio, junto com o Hōshō e o Ryūjō, assumiram posições no Mar da China Oriental em 15 de agosto como parte da 3ª Frota e começaram a apoiar ações militares japonesas em terra no litoral próximo de Xangai e também mais no interior.
As aeronaves do Kaga travaram sua primeira batalha em 15 de agosto de 1937, quando treze D1A1 encontraram bombardeiros de ataque Curtiss A-12 Shrike da Força Aérea Chinesa na Base Aérea de Chao'er se preparando para ataques contra posições japonesas em Xangai. Dois D1A1 sendo abatidos e um terceiro retornando danificado para o porta-aviões com um piloto mortalmente ferido, enquanto uma das aeronaves reivindicou ter abatido três Shrikes. Seis A2N encontraram quatro aviões chineses sobre Kiangwan no dia seguinte, abatendo três sem perdas. Caças A2N e Mitsubishi A5M, que se juntaram ao Kaga em 22 de agosto, enfrentaram aeronaves chinesas em várias outras ocasiões entre 17 de agosto e 7 de setembro. Os pilotos de caça do navio afirmaram terem abatido dez aviões inimigos nesses encontros sem terem perdido uma aeronave. Doze bombardeiros do Kaga atacaram Hancheu no dia 17 sem escolta e onze foram abatidos por caças chineses. Seis A2N, seis A5M, dezoito D1A e dezoito B2M foram temporariamente designados para o Aeródromo de Kunda afim de apoiarem operações em terra.

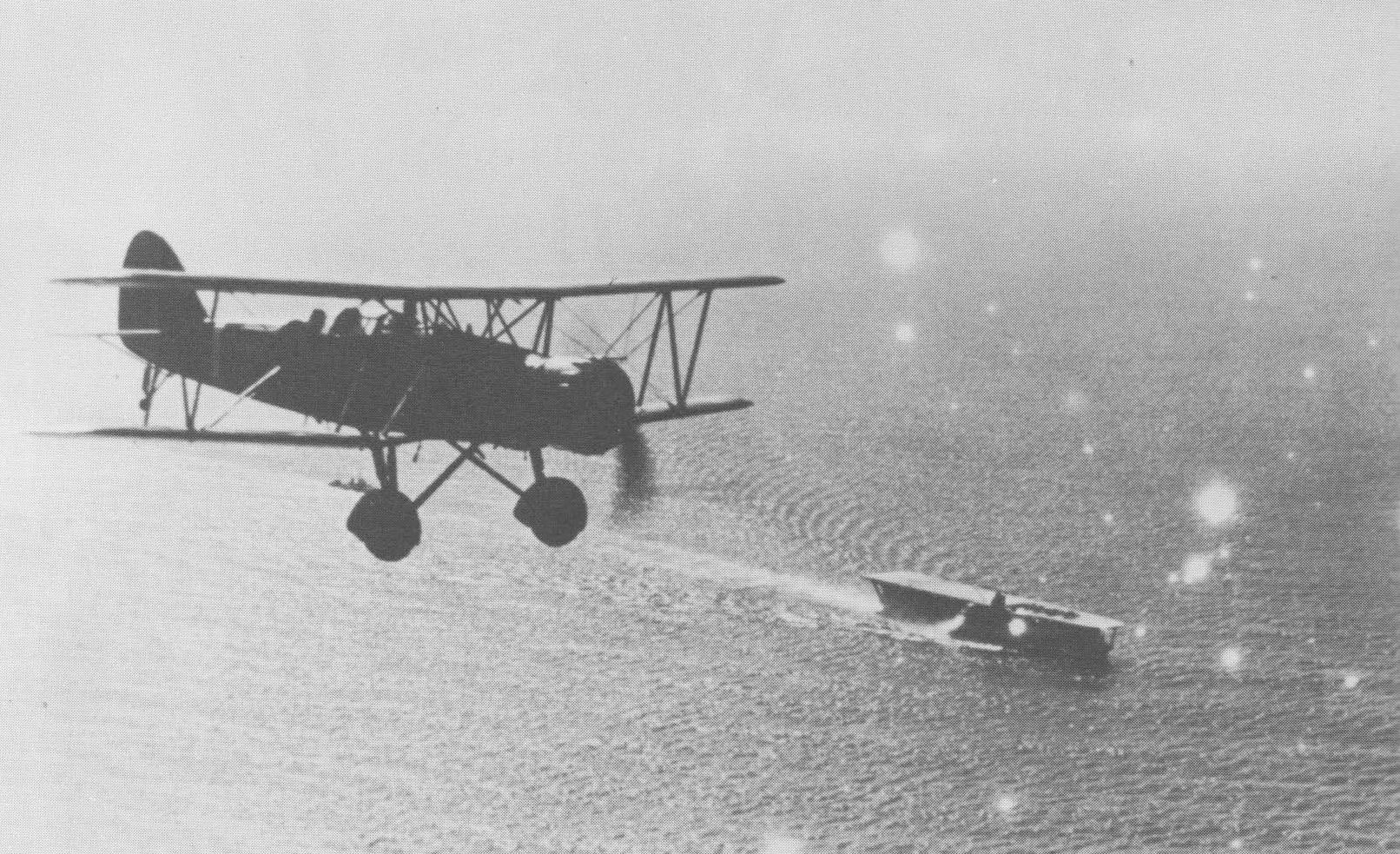
Um torpedeiro Yokosuka B4Y próximo do Kaga na China c. 1937–38

O navio retornou para a base de Sasebo em 26 de setembro para ser reabastecido. No local, ele recebeu novas aeronaves e também substituições, incluindo 32 torpedeiros Yokosuka B4Y, dezesseis bombardeiros de mergulho Aichi D1A2 e mais dezesseis caças A5M. Vários caças Nakajima A4N complementaram o grupo de caças do porta-aviões em algum momento depois dessa data.
O Kaga voltou para a China no início de outubro de 1937 e permaneceu no local até dezembro de 1938, com exceção de duas breves visitas a Sasebo. O porta-aviões usou Formosa, na época território japonês, como sua base e viajou 29 048 milhas náuticas (53 797 quilômetros) apoiando operações militares no Mar da China Oriental e no Mar da China Meridional. Bombardeiros do navio apoiaram ações do exército durante essa época ao atacarem pontes ferroviárias, campos de pouso e veículos de transporte. Pilotos de caça afirmaram terem abatido pelo menos dezessete aviões inimigos em combate, tendo perdido apenas cinco aeronaves.
Seis caças do Kaga foram destacados do porta-aviões e designados para bases terrestres próximas de Xangai e Nanquim entre os dias 9 de dezembro de 1937 e 15 de janeiro de 1938. Outros nove caças ficaram em Nanquim de 3 de março a 4 de abril de 1938. O porta-aviões lançou dezoito D1A1, três A4N e três A5M no dia 13 de abril para um ataque contra a cidade de Cantão, porém foram interceptados por dois esquadrões de caças Gloster Gladiator inimigos. Os chineses conseguiram abater três aviões japoneses, enquanto os pilotos do Kaga reivindicaram terem abatido quatro aeronaves inimigas.

### Pré-guerra
O Kaga entrou em uma doca seca em 15 de dezembro de 1938, onde sua ponte de comando foi modernizada e seu equipamento de detenção substituído pelo sistema Tipo 3. O convés de voo e os hangares foram ampliados, aumentando sua capacidade de aeronaves. Seu contingente foi completamente reformulado entre 15 de novembro de 1939 e 15 de novembro de 1940 antes de retornar ao serviço ativo. Enquanto isso, uma nova geração de aeronaves entrou em serviço, com o navio recebendo doze caças A5M, 24 bombardeiros de mergulho D1A e 36 torpedeiros B4Y. Outras dezoito aeronaves eram carregadas em caixotes como sobressalentes.
As experiências japonesas na China ajudaram a Marinha Imperial a desenvolver mais sua doutrina de porta-aviões. Uma lição aprendida foi a importância da concentração e massa na projeção de poderio aéreo. Dessa forma, a 1ª Frota Aérea foi formada em abril de 1941 para combinar todos os porta-aviões sob um único comando. O Kaga e o Akagi foram designados em 10 de abril para a Primeira Divisão de Porta-Aviões, como parte dessa nova força, que também tinha o Sōryū e o Hiryū na Segunda e o Shōkaku e o Zuikaku na Quinta. A Marinha Imperial focou sua doutrina em ataques aéreos que combinavam grupos aéreos de todas as divisões, em vez de porta-aviões individuais. Os grupos aéreos das divisões eram combinados quando vários porta-aviões operavam juntos. Essa doutrina de grupos aéreos de ataque combinados e massivos vindos de porta-aviões era a mais avançada da época. Entretanto, a Marinha Imperial permaneceu preocupada que concentrar todos os seus porta-aviões juntos os deixariam vulneráveis a serem afundados de uma vez só por um enorme ataque inimigo. Uma solução de meio-termo foi desenvolvida em que os porta-aviões iriam operar próximos um do outro dentro de suas divisões, mas as divisões em si operariam em formações retangulares, com cada porta-aviões ficando aproximadamente sete quilômetros de distância um do outro.
A doutrina japonesa ditava que grupos aéreos inteiros não deveriam ser lançados em um único ataque massivo. Em vez disso, cada porta-aviões lançaria um ataque com todas as aeronaves que poderiam ser colocadas no convés de voo de uma vez só. Ondas subsequentes consistiriam nas próximas aeronaves que poderiam ocupar o convés. Dessa forma, os ataques aéreos frequentemente consistiam de pelo menos duas ondas. A 1ª Frota Aérea não era considerada a principal força estratégica de ataque da Marinha Imperial, que ainda era na época os couraçados, mesmo assim essa força era considerada um componente primordial da doutrina da "batalha decisiva" da Frota Combinada.
A concentração de tantos porta-aviões em uma única unidade era um conceito estratégico ofensivo novo e revolucionário, porém a 1ª Frota Aérea sofria de várias deficiências, o que levou o historiador Mark Peattie a afirmar que ela possuía um "'maxilar de vidro': ela podia dar um soco, mas não podia levar um". As armas antiaéreas e seus sistemas de controle de disparo tinham várias deficiências de projeto e configuração que limitavam sua eficácia. Além disso, a patrulha de combate aéreo da Marinha Imperial tinha muitos poucos caças e era prejudicada por um sistema de aviso antecipado inadequado, incluindo a falta de radar. Além disso, o rádio era ruim e a comunicação com as aeronaves impedia um comando efetivo e controle das patrulhas. Os navios de escolta dos porta-aviões também não eram treinados ou empregados para proporcionarem suporte antiaéreo próximo. Estas deficiências, combinadas com as outras falhas dos próprios navios, seriam fatais para os porta-aviões japoneses na Segunda Guerra Mundial.

### Segunda Guerra Mundial

#### Pearl Harbor

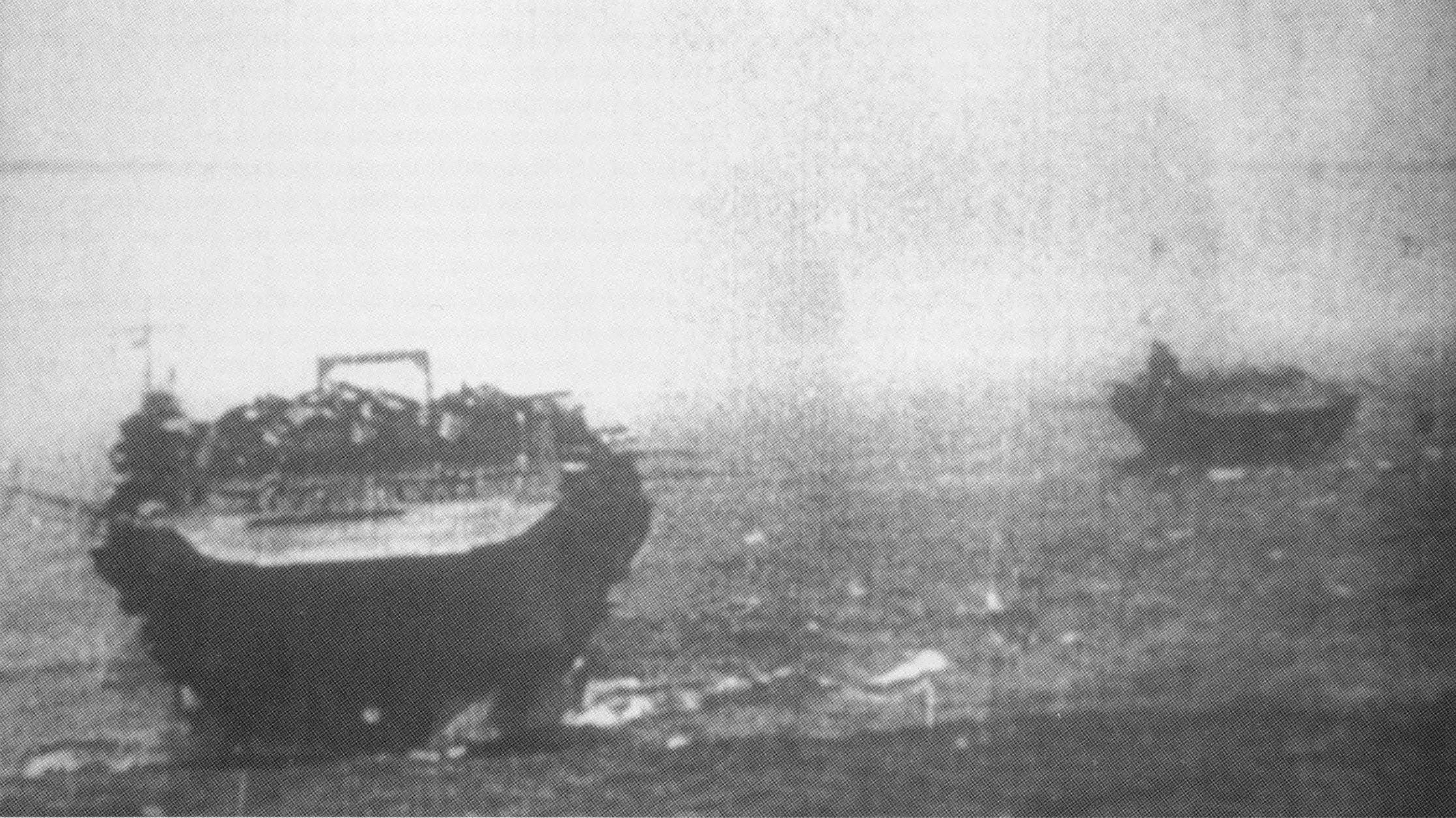
O Kaga e o Zuikaku navegando para Pearl Harbor no final de 1941

A Frota Combinada se preparou em novembro de 1941 para realizarem um preventivo contra a Frota do Pacífico da Marinha dos Estados Unidos em sua base em Pearl Harbor, no Havaí. O Kaga, sob o comando do capitão Jisaku Okada, embarcou cem torpedos no dia 17 de novembro na Baía de Saeki; estes torpedos tinham sido especialmente projetados para funcionarem nas águas rasas de Pearl Harbor. A 1º Frota Aérea da Frota Combinada se reuniu dois dias depois na Baía de Hitokappu nas Ilhas Curilas sob o comando do vice-almirante Chūichi Nagumo, incluindo todos os seis porta-aviões da Primeira, Segunda e Quinta Divisões. As embarcações partiram em 26 de novembro e seguiram um curso através do Oceano Pacífico norte-central a fim de evitar rotas comerciais.
Para o ataque a Pearl Harbor, o Kaga levou dezoito caças Mitsubishi A6M Zero, 27 torpedeiros Nakajima B5N e 27 bombardeiros de mergulho Aichi D3A, mais três aeronaves de cada tipo encaixotadas. O ataque começou na manhã de 7 de dezembro de 1941 a 230 milhas náuticas (430 quilômetros) ao norte de Oahu. Na primeira onda, 26 B5N do porta-aviões foram escoltados por nove Zero e atacaram os navios ancorados com torpedos e bombas. Na segunda onda, 26 D3A e mais nove Zero de escolta realizaram um ataque contra o campo de pouso da Ilha Ford. Um total de cinco B5N, quatro Zero e seis D3A do Kaga foram abatidos entre as duas ondas, acumulando 31 mortos. Os aviões afirmaram terem atingido os couraçados USS Nevada, USS Oklahoma, USS Arizona, USS California, USS Maryland e USS West Virginia. Os caças reivindicaram terem abatido uma aeronave no ar e destruído vinte no solo. Todas as embarcações japonesas retornaram imediatamente para o Japão ao final do ataque.

#### Outras ações
Os porta-aviões da Primeira e Quinta Divisões deixaram Truk em janeiro de 1942 para apoiarem a invasão de Rabaul, na Nova Guiné. O Kaga contribuiu com 27 B5N e nove Zero para o ataque inicial em 20 de janeiro, durante o qual um dos B5N foi abatido. A Primeira Divisão de Porta-Aviões atacou posições Aliadas perto de Kavieng no dia seguinte, com o Kaga enviando nove Zero e dezesseis D3A. Caças e bombardeiros de mergulho do navio atacaram Rabaul novamente no dia 22 e dois D3A precisaram realizar pousos de emergência, porém suas tripulações foram resgatadas. O Kaga voltou para Truk em 25 de janeiro, com Rabaul e Kavieng sendo tomadas em fevereiro.
O Kaga bateu em um recife de coral em Palau no dia 1º de fevereiro depois de ter partido para tentar interceptar porta-aviões norte-americanos que estavam atacando o Mandato do Pacífico Sul. Os danos reduziram sua velocidade máxima para dezoito nós. Reparos temporários foram realizados e ele continuou para o Mar de Timor, onde a Primeira e Segunda Divisão de Porta-Aviões lançaram ataques aéreos contra Darwin, na Austrália, a partir de um ponto cem milhas náuticas (190 quilômetros) ao sudoeste da extremidade oriental de Timor. O Kaga contribuiu com 27 B5N que carregavam bombas, dezoito D3A e nove Zero, que pegaram os defensores de surpresa. Oito navios foram afundados, incluindo o contratorpedeiro norte-americano USS Peary, com outros catorze sendo danificados, enquanto o porta-aviões perdeu apenas um B5N. A embarcação deu cobertura para a invasão de Java em março a partir da Baía de Staring, porém sua única contribuição foi lançar 27 B5N e nove Zero no dia 5 para um ataque contra Tjilatjap. As aeronaves bombardearam navios mercantes no porto, afundando oito, e atacaram baterias antiaéreas e um armazém. A maior parte das forças Aliadas nas Índias Orientais Holandesas se renderam no final do mês. O Kaga não pode participar de um ataque no Oceano Índico em abril por causa dos danos sofridos na colisão com o recife de coral. Ele em vez disso seguiu para Sasebo em 15 de março e entrou em uma doca seca no dia 27, com os reparos sendo finalizados em 4 de maio.

#### Midway
O almirante Isoroku Yamamoto, comandante da Frota Combinada, ficou preocupado com os ataques de porta-aviões norte-americanos nas Ilhas Marshall, Nova Guiné e no Ataque Doolittle, assim ficou determinado a forçar os Estados Unidos para uma batalha com o objetivo de eliminar os porta-aviões inimigos. Ele então decidiu invadir e ocupar o Atol Midway, algo que achava que atrairia os porta-aviões norte-americanos para o confronto. Os japoneses deram o codinome Operação MI para a invasão de Midway.
O Kaga partiu junto com a Frota Combinada em 27 de maio de 1942 na companhia do Akagi, Sōryū e Hiryū, que formavam a Primeira e Segunda Divisão de Porta-Aviões. A bordo estavam 27 Zero, vinte D3A e 27 B5N. Os japoneses se posicionaram 250 milhas náuticas (460 quilômetros) ao noroeste de Midway no amanhecer de 4 de junho. O Kaga lançou dezoito D3A e nove Zero de escolta para o ataque inicial contra a ilha. Os B5N foram armados com torpedos e mantidos de prontidão caso embarcações inimigas fossem descobertas. Um Zero e um D3A foram abatidos pelas defesas antiaéreas de Midway, enquanto outros quatro D3A foram danificados. Os Zero do porta-aviões reivindicaram terem abatido doze aviões norte-americanos. Um dos B5N foi lançado para ajudar no reconhecimento da frota da área ao redor. Dois Zero também foram lançados para formarem a patrulha de combate aéreo. Outros cinco Zero reforçaram a patrulha às 7h00min e todas essas aeronaves ajudaram a defender a 1ª Frota Aérea dos primeiros ataques norte-americanos que chegaram dez minutos depois. Entretanto, os japoneses não sabiam que os Estados Unidos tinham conhecimento prévio da Operação MI a partir de sinais de inteligência decifrados e tinham preparado uma emboscada com seus três porta-aviões disponíveis, que ficaram posicionados ao nordeste de Midway.
O vice-almirante Chūichi Nagumo, o comandante da 1ª Frota Aérea, a bordo do Akagi, ordenou às 7h15min que todos os B5N ainda no Kaga e no Akagi fossem rearmados com bombas para que pudessem realizar outro ataque contra Midway. Esse processo foi limitado pelo número de carrinhos e elevadores de munição, impedindo que os torpedos fossem armazenados antes que todas as bombas fossem tiradas dos seus depósitos, montadas e instaladas nas aeronaves. Esse processo normalmente demorava uma hora e meia, com mais tempo sendo necessário para levar as aeronaves para o convés de voo, esquentá-las e lançá-las. Nagumo cancelou a ordem por volta das 7h40min ao receber uma mensagem dos batedores que navios norte-americanos tinham sido avistados. O Kaga recolheu às 7h30min três Zero que estavam em patrulha de combate aéreo.

##### Naufrágio
Os quatro caças restantes do Kaga ainda em patrulha aérea estavam no processo de pouso aproximadamente às 7h55min, quando dezesseis bombardeiros de mergulho Douglas SBD Dauntless vindos de Midway realizaram um ataque fracassado contra o Hiryū. Cinco Zero decolaram por volta das 8h15min e três interceptaram doze bombardeiros Boeing B-17 Flying Fortress tentando atacar os porta-aviões a uma altura de 6,1 quilômetros, infligindo apenas danos leves, porém o ataque não acertou os navios. Cinco D3A juntaram-se à patrulha de combate aéreo por volta do mesmo momento. Mais três Zero decolaram às 8h30min, enquanto cinco minutos depois o Kaga começou a recolher a força que tinha atacado Midway, com este processo terminando aproximadamente às 8h50min. Um piloto de Zero morreu depois de realizar um pouso forçado de seu avião.
Os cinco Zero que decolaram às 8h15min pousaram às 9h10min e foram substituídos por seis Zero que foram lançados dez minutos depois. Estes interceptaram as primeiras aeronaves de porta-aviões que atacaram os japoneses às 9h22min, quinze torpedeiros Douglas TBD Devastator vindos do USS Hornet, com todos sendo abatidos e deixando apenas um único sobrevivente à deriva na água. Catorze Devastator do USS Enterprise foram avistados poucos depois e tentaram prensar o Kaga, porém dez das aeronaves foram abatidas pela patrulha de combate aéreo, que tinha sido reforçada às 10h00min por outros seis Zero, enquanto o porta-aviões conseguiu desviar dos torpedos.
Bombardeiros de mergulho norte-americanos chegaram sobre a frota japonesa minutos e começaram seus ataques quase sem serem detectados. Segundo os historiadores Jonathan Parshall e Anthony P. Tully, foi nesse momento, por volta das 10h20min da manhã, que as "defesas aéreas japonesas finalmente e catastroficamente falhariam". Vinte e cinco Dauntless do Enterprise, liderados pelo tenente-comandante C. Wade McClusky, acertaram o Kaga às 10h22min com uma bomba de 450 quilogramas e pelo menos três bombas de 230 quilogramas. A primeira caiu próxima do elevador traseiro e incendiou os alojamentos, a segunda acertou o elevador dianteiro e penetrou o hangar superior, causando explosões e incêndios entre os aviões abastecidos e armados. A terceira bomba explodiu diretamente na superestrutura, destruindo a ponte e matando Okada e a maior parte da equipe de comando. A bomba de 450 quilogramas caiu à meia-nau, penetrou o convés de voo e explodiu no hangar superior. As explosões romperam os tubos de combustível de avião, danificaram os controles de incêndio de ambos os lados e os geradores de emergência das bombas d'água, além de desabilitar o sistema de supressão de incêndio a base de dióxido de carbono. Os incêndios, abastecidos pelo combustível de aviação, detonaram as 36 toneladas de bombas e torpedos espalhadas em uma série de explosões que destruíram as laterais do hangar. Quase no mesmo momento, bombardeiros de mergulho também acertaram o Akagi e o Sōryū.
O incêndio não pode ser controlado e os tripulantes do Kaga foram evacuados para os contratorpedeiros Hagikaze e Maikaze entre 14h00min e 17h00min. O porta-aviões foi deliberadamente afundado às 19h25min por dois torpedos disparados pelo Hagikaze, afundando pela popa. O alferes Takeshi Maeda, um tripulante ferido de B5N do Kaga que foi resgatado pelo Hagikaze, descreveu a cena: "Meu camarada me carregou até o convés para que eu pudesse ver os últimos momentos de nosso amado porta-aviões, que estava próximo. Mesmo eu estando com dor, lágrimas começaram a cair pelas minhas bochechas e todos ao meu redor estavam chorando; foi uma visão muito triste".
Houve 811 mortos, principalmente entre mecânicos e artilheiros que estavam nos hangares e também engenheiros, muitos dos quais ficaram presos nas salas de máquinas pelo incêndio acima. Vinte um aviadores morreram. Os sobreviventes foram mantidos em uma base aérea no Japão sem comunicação com o mundo externo durante dois meses com o objetivo de tentar esconder a derrota do povo japonês. Muitos dos sobreviventes foram transferidos para unidades na linha de frente sem que pudessem entrar em contato com familiares. Alguns dos feridos ficaram em quarentena em hospitais por quase um ano. A perda do Kaga, Akagi, Sōryū e Hiryū, dois terços dos porta-aviões de grande porte do Japão e o núcleo mais experiente da 1ª Frota Aérea, foi uma enorme derrota estratégica e muito contribuiu para a eventual derrota japonesa na guerra.

## Destroços
Alguns destroços do Kaga foram descobertos em maio de 1999 pela Nauticos Corporation em parceria com a Marinha dos Estados Unidos. A equipe empregou o navio de pesquisa RV Melville e realizou uma varredura da área de um exercício de frota com o recém-modificado sistema de imagens acústicas SEAMAP. Uma procura realizada em setembro pelo USNS Sumner localizou parte dos destroços e tirou fotos. O que foi encontrado foi uma seção de quinze metros de comprimento de uma antepara de hangar, duas plataformas para canhões antiaéreos de 25 milímetros e uma antena com luzes de pouso. Os artefatos estavam a uma profundidade de 5,2 quilômetros.
Os destroços completos foram encontrados em 18 de outubro de 2019 pela Vulcan Inc. com o navio de pesquisa RV Petrel. Os destroços estão a uma profundidade de 5,4 quilômetros, com o casco enterrado no chão até a linha desmagnetizadora e com a maior parte de sua superestrutura e convés de voo ausentes. Os destroços estão cercados por um grande campo de detritos e foram muito colonizados pela vida marinha. Os destroços do Akagi foram encontrados pela mesma equipe dois dias depois.

### Citações
1. 1 2 3   Lengerer 1982, p. 129
2. ↑   Jentschura, Jung & Mickel 1977, p. 42
3. 1 2 3 4   Lengerer 1982, p. 134
4. ↑   Brown 1977, p. 2
5. ↑   Peattie 2001, p. 231
6. ↑   Lengerer 1982, pp. 130, 134
7. ↑   Lengerer 1982, pp. 130, 136
8. ↑   Peattie 2001, pp. 54–55
9. 1 2   Ireland 2007, pp. 102–103
10. ↑   Campbell 1985, pp. 187
11. ↑   Peattie 2001, pp. 53, 55
12. ↑   Gardiner & Gray 1985, p. 110
13. ↑   Lengerer 1982, p. 131
14. ↑   Campbell 1985, p. 194
15. ↑   Parshall & Tully 2005, pp. 140, 467
16. ↑   Gardiner & Gray 1985, p. 232
17. ↑   Jentschura, Jung & Mickel 1977, p. 35
18. ↑   Lengerer 1982, p. 128
19. 1 2 3   Hata & Izawa 1989, p. 24
20. 1 2 3   Lengerer 1982, p. 172
21. ↑   Peattie 2001, p. 37
22. ↑   Peattie 2001, pp. 50–51
23. ↑   Peattie 2001, pp. 72–76
24. ↑   Stille 2007, p. 13
25. ↑   Goldstein & Dillon 2004, pp. 76–78
26. ↑   Peattie 2001, pp. 55–56
27. ↑   Peattie 2001, p. 56
28. 1 2   Lengerer 1982, p. 137
29. 1 2   Parshall & Tully 2005, p. 467
30. ↑   Campbell 1985, pp. 192–193
31. ↑   Campbell 1985, p. 200
32. ↑   Peattie 2001, pp. 65, 70, 159
33. ↑   Stille 2007, pp. 15–16
34. ↑   Willmott 1983, p. 415
35. ↑   Parshall & Tully 2005, p. 245
36. ↑   Hata & izawa 1989, pp. 24–25
37. ↑   Peattie 2001, pp. 103–104
38. ↑   Hata & Izawa 1989, p. 25
39. ↑   Cheung & Davey 2015, p. 15
40. ↑   Hata & Izawa 1989, pp. 25–26
41. ↑   Howarth 1983, p. 213
42. 1 2   Hata & Izawa 1989, p. 26
43. ↑   Hata & Izawa 1989, pp. 26–27
44. ↑   Werneth 2008, p. 160
45. ↑   Cheung & Davey 2015, p. 65
46. 1 2   Hata & Izawa 1989, p. 27
47. 1 2 3 4 5 6   Tully, Anthony P.; Casse, Gilbert (23 de março de 2015). «IJN Kaga: Tabular Record of Movement». Combined Fleet. Consultado em 23 de agosto de 2021
48. ↑   Parshall & Tully 2005, pp. 82, 86, 137–138, 416
49. ↑   Peattie 2001, pp. 124–125, 147–153
50. ↑   Stille 2007, pp. 13–14
51. ↑   Parshall & Tully 2005, pp. 86–87
52. ↑   Peattie 2001, p. 152
53. ↑   Goldstein & Dillon 2004, pp. 78–80
54. ↑   Peattie 2001, p. 159
55. ↑   Parshall & Tully 2005, pp. 85, 136–145
56. ↑   Peattie 2001, pp. 155–159
57. ↑   Stille 2007, pp. 14–15, 50–51
58. ↑   Zimm 2011, p. 153
59. ↑   Lengerer 1982, p. 174
60. ↑   Stille 2007, p. 19
61. 1 2   Werneth 2008, p. 111
62. ↑   Evans & Fuchida 1986, p. 54
63. ↑   Lengerer 1982, p. 175
64. 1 2   Hata & Izawa 1989, p. 28
65. ↑   Lengerer 1982, pp. 175–176
66. 1 2   Werneth 2008, p. 140
67. ↑   Werneth 2008, p. 116
68. ↑   Lengerer 1982, pp. 176–177, 305–307
69. ↑   Gill 1957, p. 590
70. ↑   Hata & Izawa 1989, p. 148
71. ↑   Parshall & Tully 2005, p. 88
72. ↑   Stille 2007, p. 22
73. ↑   Parshall & Tully 2005, pp. 450–451
74. ↑   Parshall & Tully 2005, p. 451
75. ↑   Parshall & Tully 2005, pp. 126, 515
76. ↑   Evans & Fuchida 1986, p. 138
77. ↑   Lundstrom 2005, pp. 330–331
78. ↑   Parshall & Tully 2005, pp. 151, 154
79. ↑   Stille 2007, p. 59
80. ↑   Parshall & Tully 2005, pp. 156–159, 508
81. ↑   Parshall & Tully 2005, p. 180
82. ↑   Parshall & Tully 2005, pp. 196, 199
83. ↑   Parshall & Tully 2005, pp. 213–214
84. ↑   Stille 2007, p. 62
85. ↑   Parshall & Tully 2005, p. 219
86. ↑   Parshall & Tully 2005, pp. 228, 234–236, 248–250
87. ↑   Stille 2007, pp. 62–63
88. ↑   Parshall & Tully 2005, pp. 255–256
89. ↑   Willmott 1983, pp. 426–427
90. ↑   Stille 2007, p. 63
91. ↑   Parshall & Tully 2005, pp. 302–303
92. ↑   Willmott 1983, p. 427
93. ↑   Parshall & Tully 2005, p. 338
94. ↑   Werneth 2008, p. 142
95. ↑   Werneth 2008, p. 121
96. ↑   Parshall & Tully 2005, p. 476
97. ↑   Werneth 2008, p. 156
98. ↑   Parshall & Tully 2005, pp. 386–387
99. ↑   Peattie 2001, p. 338
100. ↑   Parshall & Tully 2005, pp. 502–503
101. ↑   Lundstrom 2005, pp. 351, 414
102. ↑   Fuchida & Okumiya 1955, p. 231
103. ↑   Parshall & Tully 2005, pp. 419, 421
104. ↑   «IJN Carrier Wreckage: Identification Analysis Report». Nauticos Corporation. Consultado em 30 de agosto de 2021
105. ↑   «Navy and Industry Collaborate for Historical Find». Nauticos Corporation. 20 de fevereiro de 2001. Consultado em 30 de agosto de 2021
106. ↑   Parshall & Tully 2005, pp. 491–493
107. ↑   Sharman, Jon (18 de outubro de 2019). «Deep-sea explorers find wreck of Japanese Second World War aircraft carrier sunk in pivotal Battle of Midway». he Independent. Consultado em 30 de agosto de 2021
108. ↑   Beaumont, Peter (21 de outubro de 2019). «'Humbling' wreckage of Japanese ships from battle of Midway found in Pacific». The Guardian. Consultado em 13 de maio de 2021